# Red Guitar And The Truth
『Red Guitar And The Truth』（レッド・ギター・アンド・ザ・トゥルース）はBLANKEY JET CITYの初のスタジオ・アルバム。1991年4月12日に東芝EMIからデビュー・シングル「不良少年のうた」と同時リリースされた。

## 概要
ガレージロック、ネオロカビリー的な音楽性と浅井健一のグレッチのギターによるリフが特徴。
プロデューサーは、セックス・ピストルズやザ・クラッシュを手がけたジェレミー･グリーン。オリコンチャート週間8位。初回盤は金色の紙ケースに収納。浅井は「100万枚売れると思っていた」と語った。
音楽的な不一致からメンバー自身は後年サウンドに満足していないと発言している。そのため    1995年3月に発売された1作目のベスト・アルバム『THE SIX』で、本作から4曲をNEW VERSIONとして再レコーディングしている。
2013年3月27日に『SINGLES』のリリースを記念して、ユニバーサルミュージックからSHM-CDで限定発売された。
2024年9月25日にユニバーサルミュージックからアナログ盤として発売された。

## 収録曲
| 全作詞・作曲: 浅井健一（#3,#5, 作曲: 照井利幸）。 |                              |                                     |                                     |      |
| #                                                 | タイトル                     | 作詞                                | 作曲・編曲                          | 時間 |
| 1.                                                | 「CAT WAS DEAD」             | 浅井健一 （#3,#5, 作曲: 照井利幸 ） | 浅井健一 （#3,#5, 作曲: 照井利幸 ） | 4:00 |
| 2.                                                | 「僕の心を取り戻すために」   | 浅井健一 （#3,#5, 作曲: 照井利幸 ） | 浅井健一 （#3,#5, 作曲: 照井利幸 ） | 4:29 |
| 3.                                                | 「胸がこわれそう」           | 浅井健一 （#3,#5, 作曲: 照井利幸 ） | 浅井健一 （#3,#5, 作曲: 照井利幸 ） | 4:33 |
| 4.                                                | 「不良少年のうた」           | 浅井健一 （#3,#5, 作曲: 照井利幸 ） | 浅井健一 （#3,#5, 作曲: 照井利幸 ） | 4:31 |
| 5.                                                | 「TEXAS」                    | 浅井健一 （#3,#5, 作曲: 照井利幸 ） | 浅井健一 （#3,#5, 作曲: 照井利幸 ） | 4:59 |
| 6.                                                | 「公園」                     | 浅井健一 （#3,#5, 作曲: 照井利幸 ） | 浅井健一 （#3,#5, 作曲: 照井利幸 ） | 4:23 |
| 7.                                                | 「ガードレールに座りながら」 | 浅井健一 （#3,#5, 作曲: 照井利幸 ） | 浅井健一 （#3,#5, 作曲: 照井利幸 ） | 4:04 |
| 8.                                                | 「あてのない世界」           | 浅井健一 （#3,#5, 作曲: 照井利幸 ） | 浅井健一 （#3,#5, 作曲: 照井利幸 ） | 4:31 |
| 9.                                                | 「狂った朝日」               | 浅井健一 （#3,#5, 作曲: 照井利幸 ） | 浅井健一 （#3,#5, 作曲: 照井利幸 ） | 4:10 |
| 10.                                               | 「MOTHER」                   | 浅井健一 （#3,#5, 作曲: 照井利幸 ） | 浅井健一 （#3,#5, 作曲: 照井利幸 ） | 6:01 |
| 合計時間:                                         | 合計時間:                    | 45:41                               |                                     |      |

### 楽曲解説
1. CAT WAS DEAD
『イカ天』1週目に演奏された曲。
イカ天の際はベースから始まるシンプルな構成であったが、その後イントロが付け加えられた。このイントロ部分はストレイ・キャッツから影響を受けたことを本人たちも認めている。
2. 僕の心を取り戻すために
後のベスト・アルバム『THE SIX』に「NEW VERSION」で収録される。
名古屋時代の浅井がバイト中に作り上げた。
『イカ天』で4週目に演奏された曲。
3. 胸がこわれそう
シングル『不良少年のうた』のC/W曲。
レコーディングの3カ月前に作成された。当時練習していた東高円寺のスタジオで、照井の持ち込んだベースラインをもとに浅井が作詞し完成。
後のベスト・アルバム『THE SIX』に「NEW VERSION」で収録される。
4. 不良少年のうた
デビュー・シングル曲。
当時浅井が頻繁に遊んでいた友人たちをイメージしている。
『イカ天』で3週目に演奏された曲。
後のベスト・アルバム『THE SIX』に「NEW VERSION」で収録される。
5. TEXAS
セカンド・シングル曲。
6. 公園
7. ガードレールに座りながら
後のベスト・アルバム『THE SIX』に「NEW VERSION」で収録される。
8. あてのない世界
9. 狂った朝日
『イカ天』で5週目に演奏された曲。
10. MOTHER
『イカ天』で2週目に演奏された曲。